# Chrysopa reichardti
Chrysopa reichardti is een insect uit de familie van de gaasvliegen (Chrysopidae), die tot de orde netvleugeligen (Neuroptera) behoort. 
Chrysopa reichardti is voor het eerst wetenschappelijk beschreven door Bianchi in Martynova & Bianchi in 1931. Het taxon geldt echter als een nomen dubium.